# Nemitzer Heide
Die Nemitzer Heide ist ein rund 550 Hektar großes Heidegebiet im Naturpark Wendland.Elbe, das zwischen den Orten Nemitz, Trebel und Prezelle liegt.

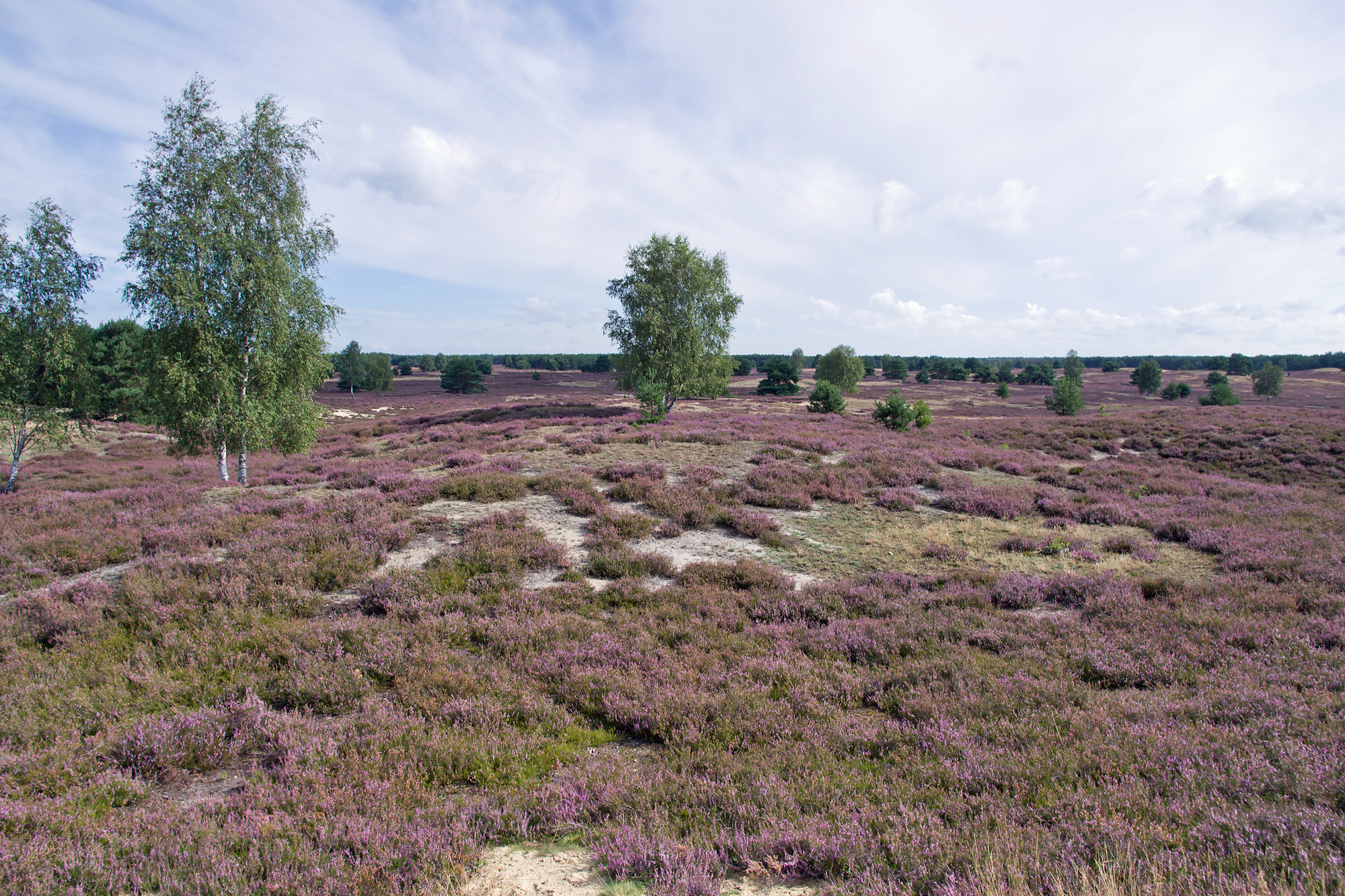
Nemitzer Heide zur Zeit der Besenheide-Blüte

## Entstehung
Das Heidegebiet entstand durch den Brand in der Lüneburger Heide, der ab dem 8. August 1975 während einer anhaltenden Trockenperiode zu mehreren Großfeuern in ausgetrockneten Nadelwäldern der Lüneburger Heide führte. In der Nähe von Gorleben brach am 12. August 1975 gegen 12 Uhr mittags ein Großfeuer aus, das bis 22 Uhr ca. 2.000 Hektar Wald- und Ackerfläche vernichtet hatte. Die Bekämpfung des Brandes war schwierig, da anfangs nur ein Tanklöschfahrzeug zur Verfügung stand. In den Nachmittagsstunden mussten die Ortschaften Nemitz, Lanze und Prezelle evakuiert werden, blieben jedoch vom Brand verschont. Mit Unterstützung der Bundeswehr und den aus Nordrhein-Westfalen und Schleswig-Holstein nachrückenden Feuerwehren konnte die Bedrohung der Ortschaft Trebel abgewendet und das Feuer noch in den Abendstunden eingedämmt werden. 
Ein großer Teil der abgebrannten Flächen wurde nicht wieder aufgeforstet. Es handelte sich um eine einstige Heidelandschaft, auf der, wie in weiten Teilen der Lüneburger Heide, ab der zweiten Hälfte des 19. Jahrhunderts großflächig Kieferforsten gepflanzt wurden. Nach dem Brand von 1975 entwickelte sich auf den trockenen und nährstoffarmen Sandböden im Laufe der Zeit die Nemitzer Heide als Zwergstrauchheide mit Kiefern, Birken, Wacholder und offenen Sanddünen. Charakteristisch sind großflächige Trocken- und Magerrasengesellschaften, die hier den größten Sandheidenkomplex im niedersächsischen Tiefland bilden. Etwa einen Kilometer nördlich liegt eine durch den Brand von 1975 entstandene Lichtung an der früheren Tiefbohrstelle 1004. Sie wurde 1980 von Anhängern der Anti-Atomkraft-Bewegung besetzt, die dort die Republik Freies Wendland ausriefen. Später wandelte sich die Lichtung ebenfalls in eine Heidelandschaft.

## Naturraum

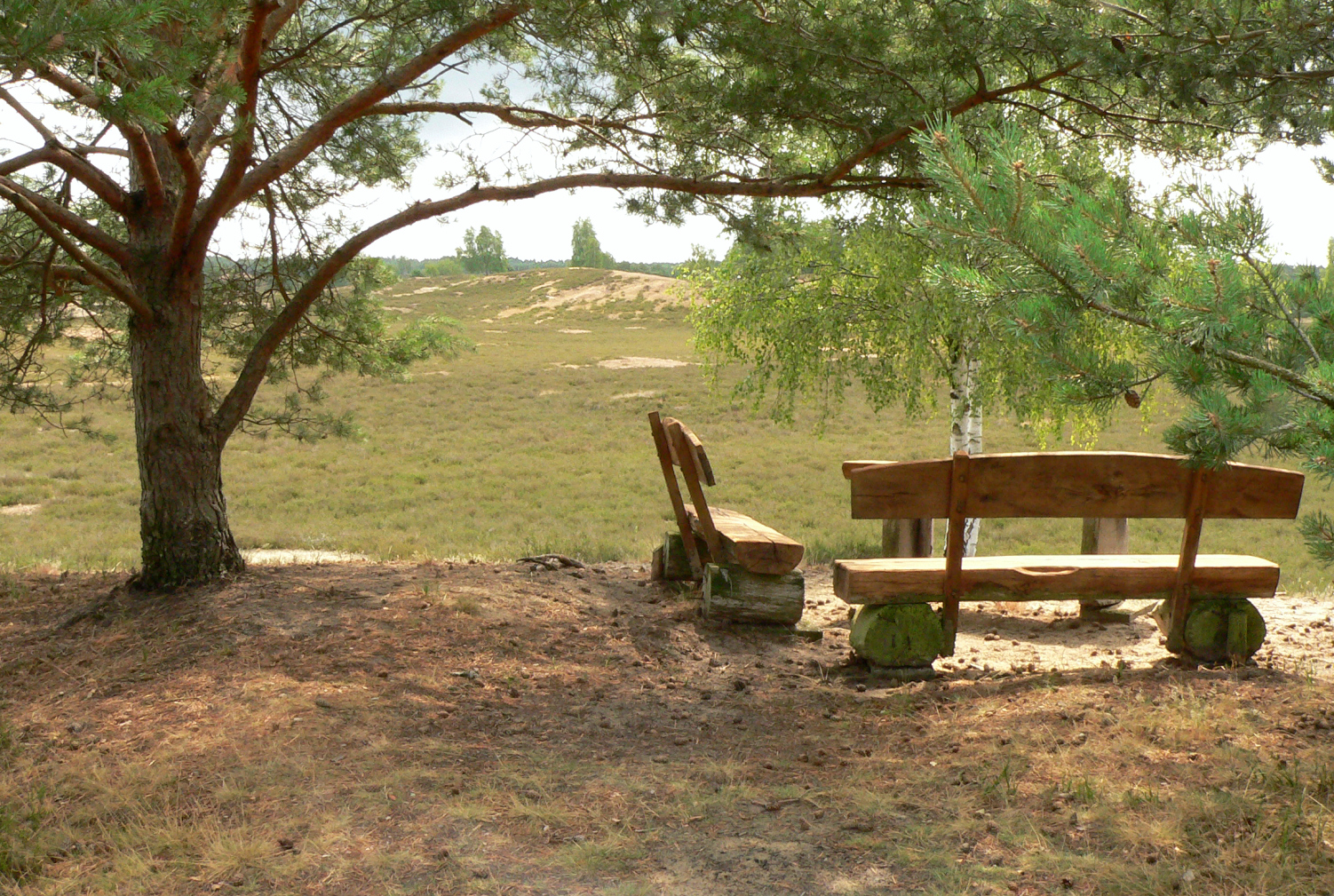
Raststelle mit Bänken in der Nemitzer Heide

Die Pflege der Heide erfolgt durch Beweidung mit einer etwa 350 Tieren starken Heidschnuckenherde unter Aufsicht eines Schäfers. Der Verbiss verhindert die Verdrängung der Heide durch Bäume und verjüngt die Heidepflanzen.
Die Nemitzer Heide bietet durch wechselnde Bodenverhältnisse mit Dünen sowie Hanglagen vielfältige Lebensräume, so dass sich zahlreiche geschützte Pflanzen und Tiere in der offenen Landschaft angesiedelt haben. Dazu zählen Zaun- und Waldeidechsen, Schlingnatter, Ödlandschrecke, Westliche Beißschrecke und das Kleine Nachtpfauenauge. An seltenen Vögeln finden sich der Brachpieper, Schwarzkehlchen, Steinschmätzer, Heidelerchen, Raubwürger und Ziegenmelker. Die Nemitzer Heide und ihr Umfeld sind auf 1061 Hektar als FFH- und EU-Vogelschutzgebiet ausgewiesen, rund 1064 Hektar stehen unter Naturschutz.

## Fremdenverkehr

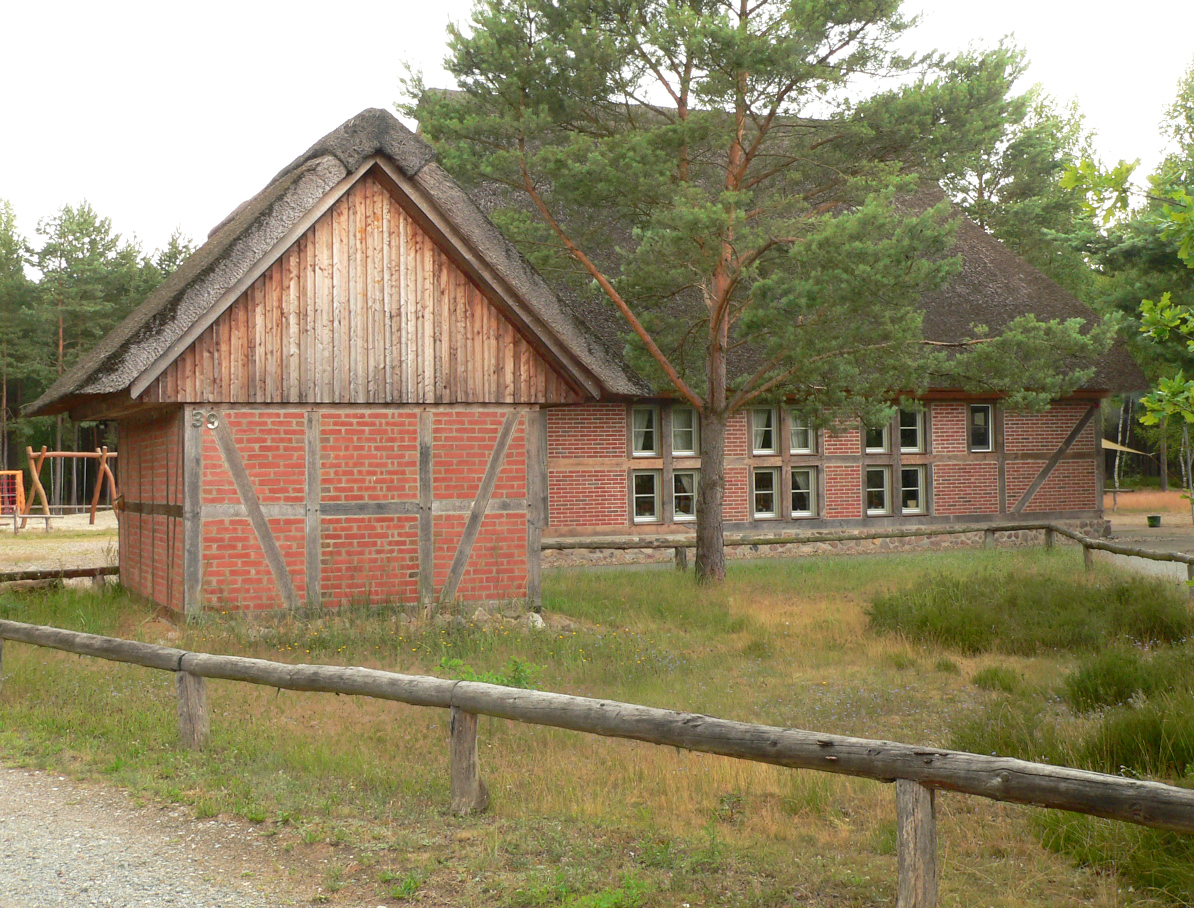
Nemitzer Heidehaus

Touristisch ist das Heidegebiet durch gekennzeichnete Wanderwege mit Schutzhütten sowie Ruhebänken erschlossen und es gibt das Angebot von Kutschfahrten. Für Besucher besteht mit dem zwischen Trebel und Nemitz gelegenen Nemitzer Heidehaus ein Informationszentrum als Nachbau eines reetgedeckten Heidebauernhauses. In dem Fachwerkbau befindet sich eine Ausstellung  zur Kultur- und Naturgeschichte der Heide, die auch für blinde und sehbehinderte Besucher erlebbar ist. Während der Heideblüte findet seit dem Jahr 1986 jeweils am letzten Augustwochenende jährlich ein Heideblütenfest statt, bei dem die Heidekönigin gekürt wird. Im Frühjahr findet jährlich das Glühweinwandern statt, bei dem kleine Ausschankstände in der Heide verteilt um das Nemitzer Heidehaus aufgebaut sind.